# Arrondissement Hamm
Das Arrondissement Hamm war von 1808 bis 1813 ein Verwaltungsbezirk im Großherzogtum Berg. Es umfasste große Teile der heutigen Kreise Soest, Warendorf und Gütersloh sowie der heutigen Stadt Hamm. Zusammen mit den Arrondissements Dortmund und Hagen bildete das Arrondissement Hamm das Ruhrdepartement.

## Geschichte
Das Großherzogtum Berg wurde 1806 als napoleonischer Satellitenstaat gegründet und erhielt 1808 Verwaltungsstrukturen nach französischem Muster. Dabei wurde es in Départements, Arrondissements (auch Distrikte genannt), Kantone und Mairien (auch Bürgermeistereien genannt) gegliedert. Im  Ruhrdepartement wurde das Arrondissement Hamm geschaffen. Es bestand 1808 zunächst aus sieben Kantonen. 1811 kamen noch zwei Kantone dazu. Nach der napoleonischen Niederlage im Jahre 1813 erloschen mit dem Großherzogtum Berg auch seine Arrondissements und Kantone.

## Gliederung
Die Kantone des Arrondissements Hamm waren in Mairien gegliedert, von denen die meisten nach 1815 in der preußischen Provinz Westfalen als Verwaltungsbezirke fortbestanden und durch die Westfälische Landgemeindeordnung von 1841 zu Ämtern wurden. In seiner ursprünglichen Ausprägung hatte das Arrondissement 69.143 Einwohner.
- Kanton Ahlen (10.491 Ew.)
  - Mairie Ahlen, mit der Stadt Ahlen sowie Altahlen und Neuahlen
  - Mairie Drensteinfurt, mit der Stadt Drensteinfurt sowie Kirchspiel Drensteinfurt und Walstedde
  - Mairie Heessen, bestehend aus Heessen
  - Nur bis 1810: Mairie Sendenhorst mit der Stadt Sendenhorst und Kirchspiel Sendenhorst (Von 1811 bis 1813 gehörte die Mairie Sendenhorst zum Kanton Sendenhorst im Arrondissement Dortmund des Ruhrdepartements)
- Kanton Beckum (10.294 Ew.)
  - Mairie Beckum mit der Stadt Beckum sowie Dolberg, Kirchspiel Beckum, Lütke Uentrup, Sünninghausen und Vellern
  - Mairie Lippborg, mit Herzfeld und Lippborg
  - Mairie Vorhelm, mit Vorhelm und Enniger
- Kanton Hamm (12.310 Ew.)
  - Mairie Hamm, mit der Stadt Hamm sowie Braam-Ostwennemar, Frielinghausen, Haaren, Mark, Norddinker, Schmehausen, Uentrop, Vöckinghausen und Werries
  - Mairie Pelkum, mit Pelkum, Altenbögge, Bergkamen, Bönen, Derne, Heil, Herringen, Lerche, Nordbögge, Osterbönen, Overberge, Rottum, Rünthe, Sandbochum, Weetfeld, Westerbönen und Wiescherhöfen
  - Mairie Rhynern, mit Rhynern,  Allen, Berge,  Bramey-Lenningsen, Flierich, Freiske,  Hilbeck, Osterflierich, Osttünnen, Sönnern, Süddinker, Wambeln und Westtünnen
- Kanton Lippstadt (2.961 Ew.)
  - Mairie Lippstadt, bestehend aus der Stadt Lippstadt
- Kanton Oelde (12.505 Ew.)
  - Mairie Liesborn, mit Diestedde und Liesborn
  - Mairie Oelde, mit der Stadt Oelde sowie Kirchspiel Oelde und Stromberg
  - Mairie Ostenfelde, mit Ostenfelde und Ennigerloh
  - Mairie Wadersloh, mit Wadersloh und Benteler
- Kanton Rheda (5.000 Ew.)
  - Mairie Clarholz, mit Clarholz und Lette
  - Mairie Gütersloh, mit Gütersloh, Blankenhagen, Nordhorn, Pavenstädt und Sundern
  - Mairie Herzebrock, bestehend aus Herzebrock
  - Mairie Rheda, mit der Stadt Rheda sowie Nordrheda und Ems
- Kanton Soest (15.582 Ew.)
  - Mairie Borgeln, mit den Orten des späteren Amtes Borgeln
  - Mairie Lohne, mit den Orten des späteren Amtes Lohne
  - Mairie Schwefe, mit den Orten des späteren Amtes Schwefe
  - Mairie Soest, bestehend aus der Stadt Soest

Napoleon Bonaparte annektierte am Anfang des Jahres 1811 weite Teile Norddeutschlands, darunter auch den größten Teil des bergischen Emsdepartements. Aus dem nicht annektierten Teil des Emsdepartements kamen die beiden Kantone Sassenberg und Warendorf zum Arrondissement Hamm:
- Kanton Sassenberg
  - Mairie Beelen, bestehend aus Beelen
  - Mairie Harsewinkel mit der Stadt Harsewinkel sowie Kirchspiel Harsewinkel und Marienfeld
  - Mairie Sassenberg mit der Stadt Sassenberg und Greffen
- Kanton Warendorf
  - Mairie Altwarendorf mit Dackmar, Gröblingen, Neuwarendorf, Velsen und Vohren
  - Mairie Freckenhorst, mit der Stadt Freckenhorst und Kirchspiel Freckenhorst
  - Mairie Hoetmar, mit Hoetmar und Westkirchen
  - Mairie Warendorf, bestehend aus der Stadt Warendorf

## Unterpräfekt
An der Spitze der Arrondissements im Großherzogtums Berge standen Unterpräfekte. Der Unterpräfekt des Arrondissements Hamm war ab 1809 David Wiethaus, der vormalige Justizbürgermeister und KDK-Rat sowie spätere Landrat im Kreis Hamm. Die Unterpräfektur befand sich in Hamm im ehemaligen Kammerkollegienhaus am Marktplatz.